# Nhà vuông N lần
Nhà vuông N lần là một bộ phim truyền hình Trung Quốc thuộc thể loại chính kịch, gia đình, thành thị phát sóng năm 2011. Phim được cho là "kế thừa không khí vui tươi của Nhà có trai có gái" và "mở ra một kỷ nguyên mới của phim truyền hình đạo đức gia đình".

## Nội dung phim
Bộ phim kể về câu chuyện của hai vợ chồng Tiết Mậu Tường và Văn Nam với con cái của họ. Cả hai vợ chồng đều đã trải qua cuộc hôn nhân thứ 3.

## Diễn viên
| Tên              | Vai            | Giới thiệu | Lồng tiếng Quảng Đông (HKTV) |
| Tống Đan Đan     | Văn Nam        | Mẹ của Sở Mục và Tề Tề, vợ thứ ba của Tiết Mậu Tường, là bà chủ gia đình | Vương Tuệ Chậu               |
| Triệu Bảo Cương  | Tiết Mậu Tường | | Lương Chí Đạt                |
| Chu Vũ Thần      | Sở Mục         | Con của Văn Nam. Là người nhẫn nhượng, đảm đương việc gia đình, tính cách ôn hoà, hiếu thảo. Bạn trai cũ của Triệu Văn, thích Tiết Chi Lệ.                                                                           | Quách Tuấn Đình              |
| Vương Tử Văn     | Tề Tề          | Là con của Văn Nam với người chồng thứ 2, thích đọc truyện tranh và cosplay, thích Tiết Dương | Hoàng Tử Nhàn                |
| Cao Lộ           | Tiết Chi Lệ    | Xinh đẹp, hiền lành, tốt bụng, là người khôn ngoan, là Nhà đầu tư mạo hiểm trẻ, làm mọi việc chậm chạp hơn những người khác nhưng IQ cao, là con của Tiết Mậu Tưởng với người vợ đầu tiên, thích Sở Mục              | Trần Khải Đình               |
| Hạ Cương         | Tiết Dương     | Em trai của Tiết Chi Lệ, là người ít nói. Sau khi mẹ đẻ mất, cha anh Tiết Mậu Tường vì bận việc kinh doanh nên thường ít quan tâm đến anh dẫn đến tính cách của anh có phần cộc cằn, khác người thường. Thích Tề Tề. | Ngũ Bác Dân                  |
| Bạch Bách Hà     | Triệu Văn      | Phó biên tập tạp chí. Đầy tham vọng, thông minh và cực kỳ tự tin, luôn cố gắng làm tốt mọi thứ. Bạn gái của Chu Hạo, bạn gái cũ của Sở Mục.                                                                          | Trình Văn Ý                  |
| Nhâm Trọng       | Chu Hạo        | Con trai Chu Vạn Lý, thích Triệu Văn | Hoàng Vinh Chương            |
| Cát Mễ           | Spring         | | Diệp Vĩ Lân                  |
| Vương Tân Dân    | Lục Chấn Đình  | |                              |
| Trần Dật Hằng    | Sở Tín         | |                              |
| Chu Tư Bình      | Tề Lực Cẩm     | Cha của Tề Tề |                              |
| Lưu Phong Nguyên | Tây Tử         | | Đặng Xán Dương               |
| Khang Kháng      | Thôi Đạt       | | Đỗ Cảnh Dục                  |
| Tằng Hồng Sinh   | Chu Vạn Lý     | |                              |
| Lý Hồng Quyền    | Uông Giản      | |                              |
| Lý Hồng Lập      | lão Mã         | |                              |
| Mã Tịnh          | Tôn Can        | | Trạch Diệu Huy               |
| Cát Tử Minh      | Viên Kiệt      | |                              |
| Vương Địch       | Coco           | |                              |
| Cung Tiểu Hiên   | Tiền Tích      | | Đỗ Thúy Linh                 |
| Diệp Cần         | Vương Tĩnh     | |                              |

## Nhạc phim
| Tên        | Lời     | Soạn Nhạc | Trình Bày | Ghi Chú  |
| ---------- | ------- | --------- | --------- | -------- |
| Yêu 喜欢   | Lý Bân  | Đinh Vi   | Đinh Vi   | OST      |
| Mê Đồ 迷途 | Ứng Hào | Ứng Hào   | Ưng Hào   | Sáp khúc |

## Giải thưởng
| Năm  | Giải thưởng                            | Hạng mục                        | Được đề cử   | Kết quả   | Ghi chú       |
| ---- | -------------------------------------- | ------------------------------- | ------------ | --------- | ------------- |
| 2011 | Hoa Đỉnh                               | Top 10 phim truyền hình của năm |              | 2         | [ 9 ]         |
| 2011 | Giải thưởng phim truyền hình Sohu      | Nữ diễn viên phụ xuất sắc nhất  | Vương Tử Văn | Đề cử     |               |
| 2011 | Quốc kịch thịnh điển                   | Đạo diễn xuất sắc nhất          | Vương Nghênh | Đề cử     |               |
| 2011 | Quốc kịch thịnh điển                   | Nữ diễn viên mới xuất sắc nhất  | Vương Tử Văn | Đề cử     |               |
| 2011 | Quốc kịch thịnh điển                   | Nữ diễn viên phụ xuất sắc nhất  | Bạch Bách Hà | Đề cử     |               |
| 2011 | Liên hoan phim truyền hình mùa Hè Sohu | Nữ diễn viên mới xuất sắc nhất  | Cao Lộ       | Đoạt giải | [ 10 ] [ 11 ] |
| 2011 | Liên hoan phim điện ảnh và truyền hình | Nữ diễn viên mới xuất sắc nhất  |              | Đoạt giải |               |